# Aetea longicollis
Aetea longicollis is een mosdiertjessoort uit de familie van de Aeteidae. De wetenschappelijke naam van de soort is voor het eerst geldig gepubliceerd in 1903 door Jullien.